# Marius-Paul Otto
Pour les articles homonymes, voir Otto.
Marius Paul Antoine Gabriel Otto (Nice, 8 octobre 1870 - Paris 16e, 14 février 1939,) est un chimiste et chef d'entreprise français.

## Biographie
Fils d'un géomètre du cadastre, Marius-Paul Otto est reçu en 1897 comme docteur en sciences à la  Sorbonne pour sa thèse intitulée Recherches sur l'ozone.
C'est en 1907 que Marius-Paul Otto crée la « Compagnie générale de l'ozone » devenue  « Compagnie des eaux et de l'ozone » (CEO), première société recourant à l'ozone pour la stérilisation de l'eau.
- Nice en 1907 ;
- Saint-Maur en 1908[5]
- Chartres[6] et Saint-Brieuc en 1910[7]
- Lorient[8]
- Saint-Pétersbourg et Avignon en 1913 ;
- Nancy en 1933.

Durant sa carrière, il travailla aussi dans la recherche sur la distribution électrique et la radiocommunication.
En 1934, il écrit un livre de vulgarisation: L'eau, Paris, Hachette, coll. « La Bibliothèque des merveilles », 1934
Marius-Paul Otto est inhumé au cimetière de Passy. Il existe un square Marius-Paul Otto à Nice et une rue porte aussi son nom à Marmande en France.

## Distinctions
- Commandeur de la Légion d'honneur (10 décembre 1932)[11]
- Officier d'académie
- Chevalier de l'ordre du Mérite agricole